# Río Andalién
Le Río Andalién est un cours d'eau qui traverse une partie des communes de Concepción, Talcahuano et Penco. Son embouchure est la Baie de Concepción.

## Sources
- (es) Cet article est partiellement ou en totalité issu de l’article de Wikipédia en espagnol intitulé « Río Andalién » (voir la liste des auteurs).